# چارلی اتکینسون
چارلی اتکینسون (انگلیسی: Charlie Atkinson; ۱۷ دسامبر ۱۹۳۲ – ۲۵ نوامبر ۲۰۱۰) بازیکن فوتبال اهل بریتانیا بود.
از باشگاه‌هایی که در آن بازی کرده‌است می‌توان به باشگاه فوتبال هال سیتی، باشگاه فوتبال برافورد پارک آونیو، و باشگاه فوتبال برادفورد سیتی اشاره کرد.